# Nubibberge

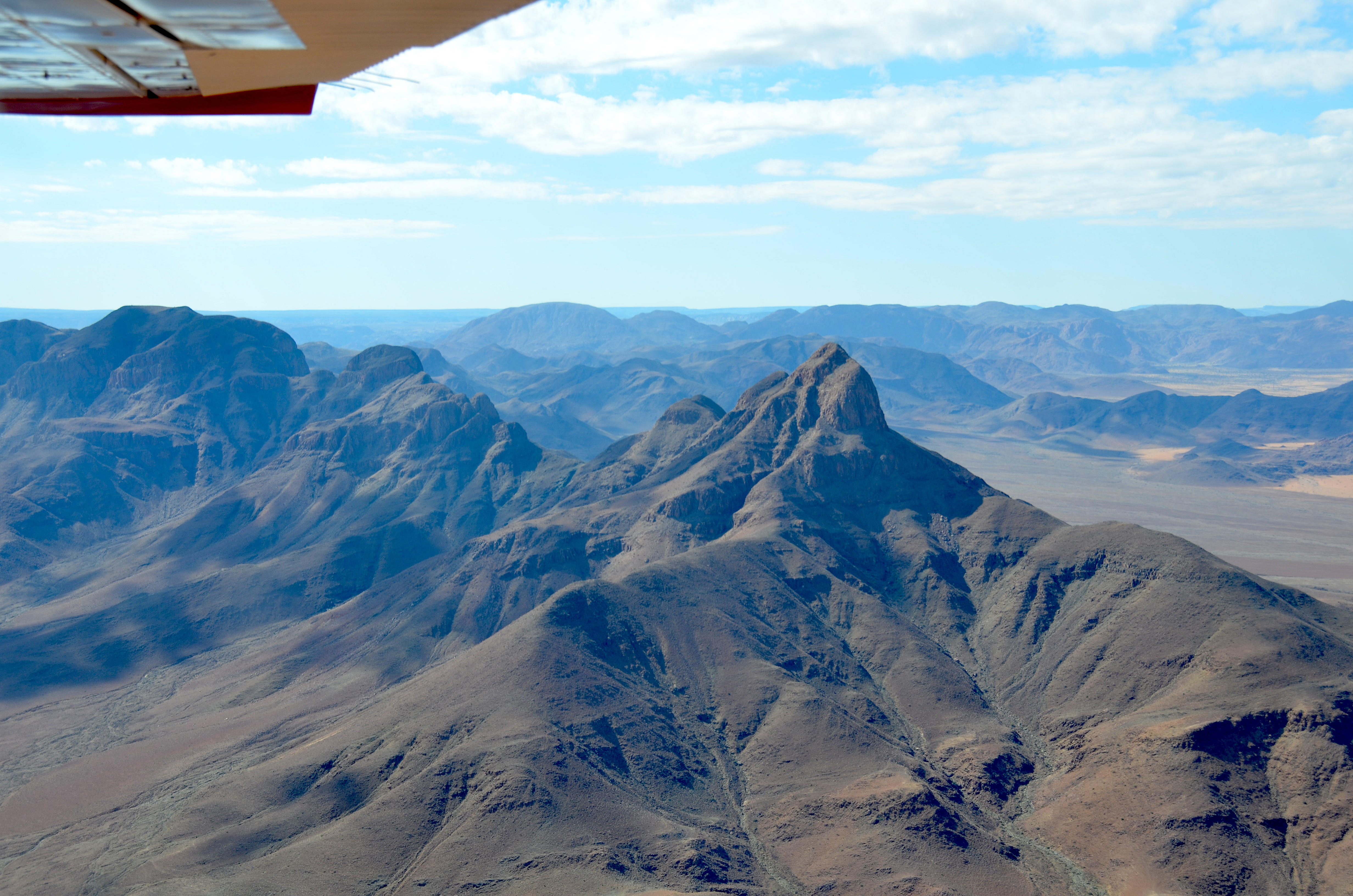
Nubibberge am östlichen Rande der Namib (2017)

Die Nubibberge sind ein markanter Gebirgskamm in Namibia und verlaufen östlich der Namib-Wüste. Die Nubibberge liegen rund 80 km westlich vom Maltahöhe und erstrecken sich über eine Fläche von rund 500 km². Der höchste Gipfel liegt auf 1700 m über dem Meeresspiegel.
Südwestlich der Nubibberge liegt der Losberg (1976 m).